# Effiegene Locke Wingo

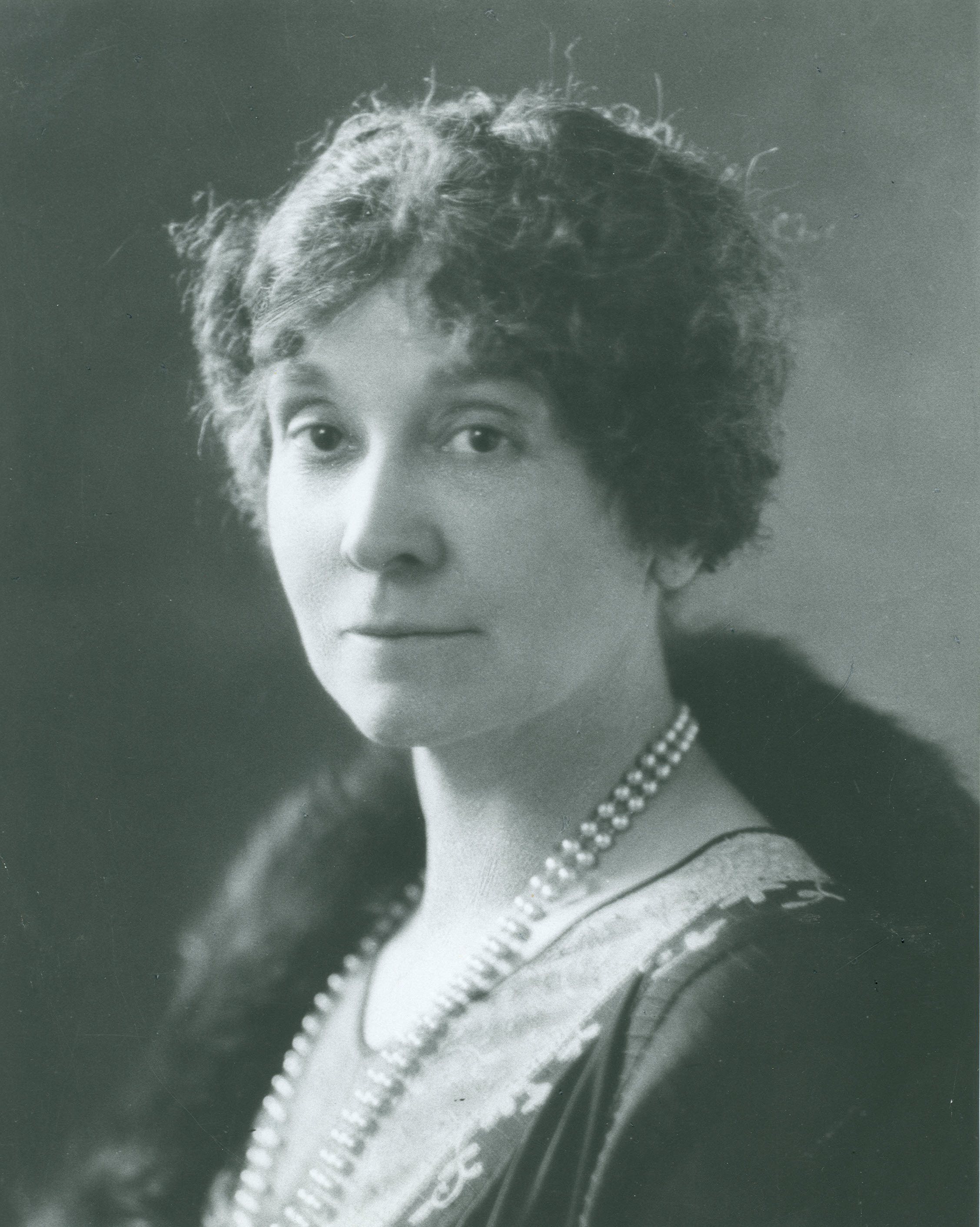
Effiegene Locke Wingo (um 1931)

Effiegene Locke Wingo (* 13. April 1883 in Lockesburg, Sevier County, Arkansas; † 19. September 1962 in Burlington, Kanada) war eine US-amerikanische Politikerin. Zwischen 1930 und 1933 vertrat sie den vierten Wahlbezirk des Bundesstaates Arkansas im US-Repräsentantenhaus.

## Werdegang
Effegiene Locke, so ihr Geburtsname, war eine Ur-Ur-Urenkelin von Matthew Locke, einem Kongressabgeordneten aus North Carolina. Sie besuchte sowohl öffentliche als auch private Schulen sowie das Union Female College in Oxford (Mississippi). Sie beendete ihre Ausbildung im Jahr 1901 am Maddox Seminary in Little Rock (Arkansas).
Bereits 1895 war sie nach Texarkana und 1897 nach De Queen in Arkansas gezogen. Später heiratete sie Otis Wingo, einen Politiker der Demokratischen Partei, der zwischen 1913 und seinem Tod 1930 als Abgeordneter den vierten Distrikt von Arkansas im US-Kongress vertrat. Nach dem Tod ihres Mannes wurde Effiegene Wingo am 4. November 1930 in einer Nachwahl zu dessen Nachfolgerin im US-Repräsentantenhaus gewählt. Am gleichen Tag wurde sie bei den regulären Kongresswahlen auch für die am 3. März 1931 beginnende Legislaturperiode in den Kongress gewählt. Damit konnte sie zwischen dem 4. November 1930 und dem 3. März 1933 im Repräsentantenhaus in Washington verbleiben.
Für die Wahlen des Jahres 1932 verzichtete sie auf eine erneute Kandidatur. Im Jahr 1934 gehörte sie zu den Mitbegründern des National Institute of Public Affairs in der Bundeshauptstadt Washington. In den folgenden Jahren war sie vor allem mit Bildungs- und Erziehungsfragen befasst. Sie lebte in De Queen und starb im September 1962 während eines Besuchs bei ihrem Sohn in Kanada.